# Bubble Bobble (jeu vidéo)
Bubble Bobble est un jeu vidéo de plates-formes développé par la société japonaise Taito, sorti en 1986. À l’origine commercialisé sur borne d’arcade, le jeu a été porté sur de nombreux systèmes familiaux et a connu plusieurs suites. L’univers de jeu a aussi été décliné dans une autre série, Puzzle Bobble (Bust-a-Move), des jeux de puzzle également très populaires.

## Système de jeu
Le jeu met en scène Bub et Bob, deux enfants transformés en dragons et dont les fiancées ont été enlevées par le Baron von Blubba. Bub, aidé de Bob en mode deux joueurs, doit parcourir les quelque 100 niveaux du jeu pour les délivrer.
Chaque niveau se compose d’un écran fixe avec pour environnement un ensemble de plates-formes plus ou moins alambiquées. Des monstres évoluent dans ce décor et le but est de tous les éliminer sans se faire toucher. Les dragons ont le pouvoir de cracher des bulles qui emprisonnent les ennemis pendant quelques secondes ; ils n’ont ensuite plus qu’à faire éclater la bulle pour tuer le monstre et faire apparaître un objet qui vient gonfler le score. Il y a différents paramètres qui entrent progressivement en jeu, venant complexifier le challenge : au-delà d’une certaine limite de temps, les monstres accélèrent brutalement ; la durée de « capture » des bulles est variable et des courants d’air peuvent altérer leur trajectoire.
La résolution des niveaux requiert donc adresse et réflexion. Le jeu recèle en outre de nombreux mystères qui nécessitent un certain temps d’expérimentation pour être percés (système de points obscurs, objets bonus variés, fin cachée, etc.).

## Développement
Bubble Bobble a été conçu par le Japonais Fukio Mitsuji, à qui l’on doit aussi le design des personnages. Ichiro Fujisue et Nishiyori ont programmé le jeu, et Tadashi Kimijima a réalisé l’environnement sonore. Bien qu’original, Bubble Bobble possède des similitudes avec deux précédents jeux de Taito, Chack'n Pop (1983) et Fairyland Story (1985) : des ennemis en communs et une architecture des niveaux ressemblante.
Les Anglais de Software Creations ont développé les conversions Amiga, Atari ST, Commodore 64, Amstrad CPC et ZX Spectrum, qui ont été édités par Firebird en Europe et Taito aux États-Unis.
- Programmation : David J. Broadhurst, Stephen Ruddy (C64)
- Graphisme : Andrew Threlfall
- Musique : David Whittaker (Amiga), Tim Follin (ST, CPC, ZX), Peter Clarke (C64)

Le studio américain Novalogic a développé les versions Apple II et DOS.

## Versions
Taito a commercialisé Bubble Bobble en août 1986 au Japon. Les droits de fabrication et de distribution en salle d’arcade aux États-Unis ont été cédés à Romstar (octobre 1986). Les portages sur supports familiaux ont commencé à être lancés en 1987 : il y en a eu plus d’une quinzaine au total, sans compter les rééditions sur les plates-formes des générations suivantes :
En 1987, le jeu est commercialisé sur Amiga, Atari ST, Commodore 64, Amstrad CPC et ZX Spectrum en Occident et Famicom Disk System et MSX au Japon. En 1988, il sort sur Master System (en 1991 en Europe, nommé Final Bubble Bobble au Japon), Apple II et Nintendo Entertainment System (en 1990 en Europe). Le jeu sort ensuite sur DOS (1989), Game Boy (1990), X68000 (au Japon seulement, 1990), Game Gear (1994) et Game Boy Color (1999, parfois appelé Classic Bubble Bobble). Un portage non officiel a également vu le jour sur BBC Micro.
Bubble Bobble est également disponible sur PlayStation, Saturn et MS-DOS avec le pack Bubble Bobble also featuring Rainbow Islands (1996, Acclaim), qui comprend également sa suite Rainbow Islands. Le jeu est aussi sorti sur Game Boy Advance avec Bubble Bobble: Old and New, qui propose une ancienne et une nouvelle version du jeu, et sur N-Gage (2004, via Taito Memories). Enfin, le jeu est également disponible sur PlayStation 2, Windows et Xbox à travers les compilations Taito Legends (2005, Xplosiv) et Taito Memories vol. 1 (2005, Taito, uniquement sur PS2 et au Japon).

## Accueil
Bubble Bobble est considéré comme un classique du jeu d’arcade. Le jeu est l'une des entrées de l'ouvrage Les 1001 jeux vidéo auxquels il faut avoir joué dans sa vie.

## Postérité
Le succès de Bubble Bobble a engendré plusieurs suites, elles aussi portées ou déclinées sur divers micro-ordinateurs et consoles. Une série dérivée Puzzle Bobble, également très populaire, a vu le jour en 1994.